# 마이클 웰치
마이클 웰치(Michael Welch, 1987년 7월 25일 ~ )는 미국의 배우이다.

## 출연 작품

### 영화
- 스타 트랙 9 - 최후의 반격 (1998)
- 유나이티드 스테이츠 오브 리랜드 (2003)
- 트와일라잇 (2008)
  - 뉴문 (2009)
  - 이클립스 (2010)
  - 브레이킹 던 part 1
- 프랑켄위니 (2012) - 애니메이션
- 더 파이널 위시 (2018)

### 텔레비전
- 프레이저 (1998)
- 조안 오브 아카디아 (2003-05)
- 프린세스 스타의 모험일기 (2017-19) - 애니메이션
- 스테이션 19 (2019)